# Gauche prolétarienne
La Gauche prolétarienne (GP) (in italiano "Sinistra proletaria") è stato un partito politico francese di ispirazione maoista formatosi nel 1968 e autodissoltosi a fine 1973. Secondo Christophe Bourseiller, "la Gauche prolétarienne, fra tutte le organizzazioni maoiste, dopo il maggio 1968, è stata senza dubbio la più importante sia per numero di appartenenti che per influenza culturale".

## Storia
La Gauche prolétarienne fu fondata nell'ottobre 1968 da diversi membri della Union des jeunesses communistes marxistes-léninistes (UJC-ML), dopo il suo scioglimento avvenuto a giugno 1968 per decreto del presidente De Gaulle, tra questi vi erano: Olivier Rolin, Jean-Pierre Le Dantec, Jean-Claude Vernier, i fratelli Tony e Benny Lévy, Jean Schiavo, Maurice Brover e Jean-Claude Zancarini che formarono questo nuovo movimento. 
A questo gruppo iniziale, nell'anno seguente si unirono gli ex leader dell'unione studentesca Alain Geismar e Serge July.
Tra le personalità che in quegli anni furono membri della Gauche prolétarienne sono annoverate: Serge July, Olivier Rolin, Frédéric H. Fajardie, Gérard Miller, Jean-Claude Milner, Marin Karmitz, André Glucksmann, Gilles Susong, Christian Jambet, Guy Lardreau, Daniel Rondeau, Olivier Roy, Judith Miller, Dominique Grange e Gilles Millet. 
Dopo la sua dissoluzione alcuni suoi membri divennero prominenti esponenti della Nouvelle philosophie francese degli anni '70. 
Altri elementi del gruppo contribuirono alla nascita del quotidiano francese Libération che nel tempo si è trasformato, perdendo la sua origine maoista, e divenendo un quotidiano popolare di centro-sinistra.
Gauche prolétarienne era anche indicata, dai suoi opositori, come "Mao-Spontex ", ovvero maoisti-spontaneisti usando l'ambiguità della parola spontex, che, oltre a suggerire la spontaneità come filosofia del movimento, era come Spontex il nome di un marchio di spugne per la pulizia e in questo senso venne utilizzato come dispregiativo per screditare l'approccio antiautoritario della Gauche prolétarienne alla rivoluzione socialista.